# Inna Vjacseszlavovna Trazsukova
Inna Vjacseszlavovna Trazsukova (oroszul: Инна Вячеславовна Тражукова; Verhnyije Tyimerszjani, 1990. szeptember 11. –) orosz szabadfogású női birkózó. A 2019-es birkózó-világbajnokságon aranyérmet szerzett 65 kg-os súlycsoportban. A 2015-ös birkózó világkupán ezüstérmet szerzett 63 kg-ban. 2018-ban ezüstérmes lett 62 kg-ban, 2011-ben és 2016-ban bronzérmes lett a birkózó Európa-bajnokságon 63 kg-os súlycsoportban.

## Sportpályafutása
A 2019-es birkózó-világbajnokságon a 65 kg-osok súlycsoportjában megrendezett döntő során az ukrán Irinia Kolijadenkó volt az ellenfele, akit 13-0-ra legyőzött.
2016-ban a nyári olimpiai játékokon a bronzmérkőzésig jutott, ám azt elvesztette a lengyel Monika Michalik ellen.